# Micah Aivazoff
Micah Aivazoff (Kanada, Brit Columbia, Powell River, 1969. május 4. –) profi jégkorongozó.

## Karrier
Komolyabb junior karrierjét a WHL-es Victoria Cougarsban kezdte 1985–1986-ban és 1989-ig itt játszott. Legjobb idényében 100 pontot szerzett. Az 1988-as NHL-drafton a Los Angeles Kings választotta ki a hatodik kör 109. helyén. Felnőtt pályafutását az AHL-es New Haven Nighthawksben kezdte 1989–1990-ben és a következő bajnoki szezont is itt töltötte. 1991–1993 között az AHL-es Adirondack Red Wingsben játszott. 1993–1994-ben felkerült az NHL-es Detroit Red Wingsbe. A következő szezont az Edmonton Oilersbe töltötte. 1995–1996-ban szerepelt az IHL-es Utah Grizzlies és az NHL-es New York Islandersben. 1996–1997-ben csak az AHL-es Binghamton Rangersben játszott. A következő szezon nagy részét az IHL-es San Antonio Dragons játszotta le, végül átment Európába a német másodosztályba. 1998–2000 között a Utah Grizzlies csapatát erősítette. 2000–2002 között a német legfelső osztályban játszott és innen vonult vissza.
2008 és 2011 között a Tampa Bay Lightning játékos megfigyelője volt, amatőr szinten. 2014 óta egy junior csapat, a British Columbia Hockey League-ban játszó Victoria Grizzlies másodedzője.

## Díjai
- Turner-kupa: 1996